# 25th Hour
25th Hour (bra: A Última Noite; prt: A Última Hora) é um filme estadunidense de 2002, do gênero drama, dirigido por Spike Lee e escrito por David Benioff, baseado em seu romance homônimo.

## Sinopse
Monty Brogan (Edward Norton),  é um narcotraficante condenado a sete anos de prisão e tem apenas um único dia de liberdade antes de começar a cumprir sua pena.

## Elenco
- Edward Norton como Monty Brogan
- Philip Seymour Hoffman como Jacob Elinsky
- Barry Pepper como Frank Slaugherty
- Rosario Dawson como Naturelle Riviera
- Anna Paquin como Mary D'Annunzio
- Brian Cox como James Brogan

## Recepção
Público
O público pesquisado pelo CinemaScore deu ao filme uma nota B- na escala de A a F.
Crítica
No site agregador de críticas Rotten Tomatoes, 78% das 175 avaliações dos críticos são positivas, com uma classificação média de 7,2/10. O consenso afirma que é "um filme inteligente e bem atuado, apesar dos excessos habituais de Spike Lee". O Metacritic, que usa uma média ponderada, atribuiu ao filme uma pontuação de 67 em 100, baseado em 37 críticos, indicando críticas "geralmente favoráveis".